# Thame United FC
Thame United FC (celým názvem: Thame United Football Club) je anglický fotbalový klub, který sídlí ve městě Thame v nemetropolitním hrabství Oxfordshire. Založen byl v roce 1883. Od sezóny 2018/19 hraje v Southern Football League Division One Central (8. nejvyšší soutěž). Klubové barvy jsou červená, černá a bílá.
Své domácí zápasy odehrává na stadionu Meadow View Park s kapacitou 2 500 diváků.

## Úspěchy v domácích pohárech
Zdroj: 
- FA Cup
  - 4. předkolo: 2003/04, 2004/05
- FA Trophy
  - 3. kolo: 2002/03
- FA Vase
  - Semifinále: 1998/99

## Umístění v jednotlivých sezonách
Stručný přehled
Zdroj: 
- 1959–1988: Hellenic Football League (Premier Division)
- 1988–1991: South Midlands League (Premier Division)
- 1991–1993: Isthmian League (Third Division)
- 1993–1995: Isthmian League (Second Division)
- 1995–1998: Isthmian League (First Division)
- 1998–1999: Isthmian League (Second Division)
- 1999–2002: Isthmian League (First Division)
- 2002–2004: Isthmian League (Division One North)
- 2004–2006: Southern Football League (Western Division)
- 2006–2007: Hellenic Football League (Premier Division)
- 2007–2010: Hellenic Football League (Division One East)
- 2010–2017: Hellenic Football League (Premier Division)
- 2017–2018: Southern Football League (Division One East)
- 2018– : Southern Football League (Division One Central)

Jednotlivé ročníky
Zdroj: 
Legenda: Z - zápasy, V - výhry, R - remízy, P - porážky, VG - vstřelené góly, OG - obdržené góly, +/- - rozdíl skóre, B - body, červené podbarvení - sestup, zelené podbarvení - postup, fialové podbarvení - reorganizace, změna skupiny či soutěže
| Sezóny  | Liga                                            | Úroveň | Z  | V  | R  | P  | VG  | OG | +/- | B  | Pozice |
| ------- | ----------------------------------------------- | ------ | -- | -- | -- | -- | --- | -- | --- | -- | ------ |
| 2009/10 | Hellenic Football League (Division One East)    | 10     | 32 | 24 | 5  | 3  | 72  | 25 | +47 | 77 | 1.     |
| 2010/11 | Hellenic Football League (Premier Division)     | 9      | 42 | 17 | 10 | 15 | 66  | 61 | +5  | 61 | 10.    |
| 2011/12 | Hellenic Football League (Premier Division)     | 9      | 40 | 17 | 9  | 14 | 72  | 64 | +8  | 60 | 9.     |
| 2012/13 | Hellenic Football League (Premier Division)     | 9      | 36 | 16 | 9  | 11 | 72  | 52 | +20 | 57 | 9.     |
| 2013/14 | Hellenic Football League (Premier Division)     | 9      | 38 | 15 | 10 | 13 | 64  | 56 | +8  | 55 | 10.    |
| 2014/15 | Hellenic Football League (Premier Division)     | 9      | 38 | 22 | 3  | 13 | 73  | 56 | +17 | 69 | 5.     |
| 2015/16 | Hellenic Football League (Premier Division)     | 9      | 38 | 19 | 7  | 12 | 58  | 46 | +12 | 64 | 6.     |
| 2016/17 | Hellenic Football League (Premier Division)     | 9      | 34 | 26 | 6  | 2  | 118 | 39 | +79 | 84 | 1.     |
| 2017/18 | Southern Football League (Division One East)    | 8      | 42 | 20 | 4  | 18 | 84  | 78 | +6  | 64 | 11.    |
| 2018/19 | Southern Football League (Division One Central) | 8      | 38 |    |    |    |     |    |     |    |        |